# Bracon chivensis
Bracon chivensis är en stekelart som beskrevs av Telenga 1936. Bracon chivensis ingår i släktet Bracon och familjen bracksteklar. Inga underarter finns listade.